# Coffi Ives Nouconmey
Coffi Ives Nouconmey (* im 20. Jahrhundert) ist ein beninischer Fußballspieler. Seine Stammposition ist das Mittelfeld.
In den Jahren 1992 und 1993 stand Nouconmey für mindestens vier Partien, alles Qualifikationsspiele zur Fußballweltmeisterschaft 1994, für die beninische Fußballnationalmannschaft auf dem Platz.